# Urowo
Urowo (Duits: Auer) is een dorp in de Poolse woiwodschap Ermland-Mazurië. De plaats maakt deel uit van de gemeente Zalewo.